# Toke Gormsson
Toke Gormsson, auch Valtoke oder Wal-Töki (geb. etwa 950; gest. 986 bei Uppsala) war ein unehelicher Sohn von Gorm dem Alten, König von Dänemark, Graf von Vendsyssel (an der Nordspitze Jütlands) und angeblich sogar König von Schonen (971–986). Als Sohn von „Toki, Herzog von Vendsyssel“ wird Odinkar genannt, der mit Deocarus = Gottlieb identifiziert wird.

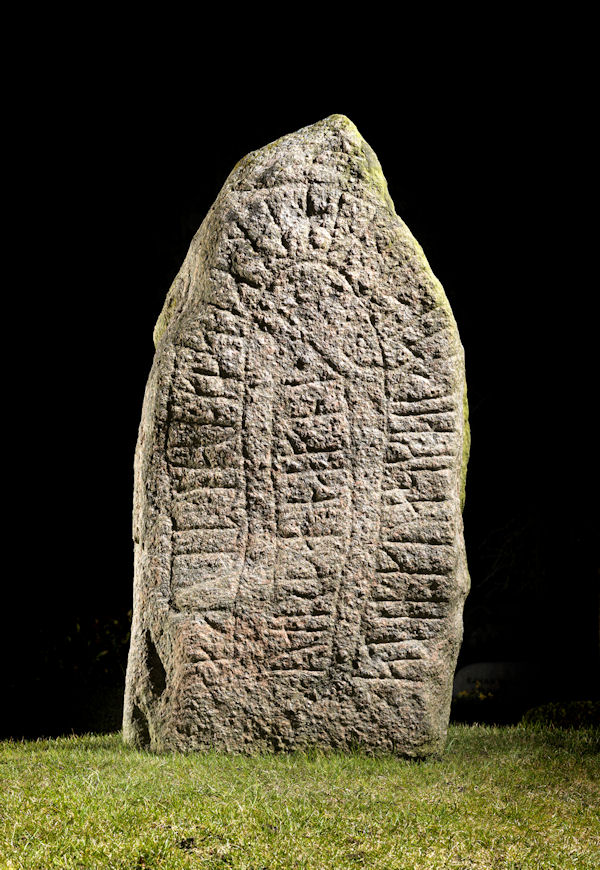
Runenstein von Aars

Toke fiel in der Schlacht von Fýrisvellir in schwedischen Thronfolgekämpfen. Ihm ist der Runenstein DR131 in Aars („Aarsten“) gewidmet:
- Transliteration: Seite A: „ąsur : sati : stin : þąnsi : aft : ual:tuka : trutin : : sin“; Seite B: „stin : kuask : hirsi : stąnta : ląki : saR : ual:tuka : : uarþa : nafni“
- Transkription: Seite A: „Assurr satti stēn þannsi æft Val-Tōka, drōttin sinn“; Seite B: „kvæðsk hērsi standa længi, sāR Val-Tōka varða næfni“
- Dänisch: Seite A: „Asser satte denne sten efter Valtoke, sin drot“; Seite B: „Stenen forkynder, at den længe vil stå her; den skal nævne Valtokes varde“
- Deutsch: Seite A: „Asser setzte diesen Stein in Erinnerung an Valtóki, seinem Herrn“; Seite B: „Der Stein verkündet dass er lange hier stehen wird, an Valtókis Grab“.

Toke wird auch auf den Hällestad-Steinen 1 bis 3 in Schonen erwähnt. Die Inschrift auf den Hällestad-Stein 1 lautet: „Eskil setzte diesen Stein nach Toke Gormssøn, der für ihn ein Huld Drot (Herr) war. Er konnte in Uppsala nicht entkommen. Jungen (Mitstreiter) hinterließen ihrem Bruder den Stein auf dem Hügel, fest mit Runen versehen. Sie kamen Gorms Toke am nächsten.“